# Pierre Monteux
Pierre Monteux (ur. 4 kwietnia 1875 w Paryżu, zm. 1 lipca 1964 w Hancock w stanie Maine) – amerykański dyrygent pochodzenia francuskiego.

## Życiorys
Studiował w Konserwatorium Paryskim, gdzie jego nauczycielami byli Charles Lenepveu (kompozycja), Jean Pierre Maurin i Henri Berthelier (skrzypce), Albert Lavignac (harmonia) oraz Benjamin Godard (kameralistyka). Studia ukończył w 1896 roku z I nagrodą (wspólnie z Jacques’em Thibaud) w grze na skrzypcach. W wieku 12 lat po raz pierwszy wystąpił publicznie jako dyrygent, solistą był wówczas Alfred Cortot. Od 1890 roku grał jako skrzypek w Opéra-Comique, następnie występował jako altowiolista w orkiestrze Concerts Colonne, w latach 1894–1910 pełniąc obowiązki asystenta dyrygenta, a później drugiego dyrygenta. Występował w charakterze kameralisty z Quatour Geloso (1892–1911) i Quatour Tracol. W 1911 roku zorganizował w Casino de Paris i prowadził Concerts Berlioz. Od 1911 do 1914 roku był pierwszym dyrygentem orkiestry zespołu Ballets Russes Siergieja Diagilewa, poprowadził wówczas prawykonania Pietruszki, Święta wiosny i Słowika Igora Strawinskiego, Dafnisa i Chloe i Valses nobles et sentimentales Maurice’a Ravela oraz Jeux Claude’a Debussy’ego. W 1914 roku założył Société des Concerts Populaires, występował gościnnie jako dyrygent w Londynie, Berlinie, Wiedniu i Budapeszcie. W latach 1916–1917 odbył wraz z Ballets Russes tournée po Stanach Zjednoczonych, od 1917 do 1919 roku dyrygował w Metropolitan Opera w Nowym Jorku. W latach 1919–1924 prowadził Bostońską Orkiestrę Symfoniczną.
Od 1924 do 1934 roku pełnił funkcję zastępcy dyrygenta Koninklijk Concertgebouworkest w Amsterdamie. W latach 1929–1938 kierował założoną przez siebie Orchestre Symphonique de Paris. Między 1932 a 1937 rokiem prowadził w Paryżu własną szkołę muzyczną, École Monteux, gdzie wykładał dyrygenturę. W latach 1935–1952 był dyrygentem San Francisco Symphony Orchestra. Był również współzałożycielem NBC Symphony Orchestra (1937). W 1942 roku otrzymał amerykańskie obywatelstwo. Gościnnie dyrygował Bostońską Orkiestrą Symfoniczną (1949–1962) i Metropolitan Opera (1954–1958). Od 1961 do 1964 roku prowadził London Symphony Orchestra.
W latach 50. i 60. dokonał nagrań płytowych dla wytwórni RCA i Decca. Poprowadził prawykonania m.in. III Symfonii Prokofjewa (1929) i Concert champêtre Poulenca (1929). Otrzymał krzyż komandorski Legii Honorowej oraz krzyż kawalerski Orderu Oranje-Nassau. Do jego uczniów należeli Neville Marriner, André Previn, Lorin Maazel, David Zinman, Erich Kunzel, José Serebrier, Harry Ellis Dickson, George Cleve, Michael Stern i Hugo Wollf.

## Życie prywatne
Pochodził z rodziny o korzeniach żydowskich, jego krewni we Francji zginęli w Holocauście. Od 1927 roku był żonaty z amerykańską śpiewaczką Doris Hodgkins (1895–1984).